# ولفگانگ گارتنر
جوزف توماس یانگ‌من (به انگلیسی: Joseph Thomas Youngman) (زادهٔ ۱۷ مارس ۱۹۸۲)، که بیشتر با نام مستعار ولفگانگ گارتنر (به انگلیسی: Wolfgang Gartner) شناخته می‌شود، یک تهیه‌کنندهٔ موسیقی الکترونیک و دی‌جی آمریکایی است. بیشتر فعالیت موسیقی او مربوط به سال ۲۰۱۰ است که تحت عنوان شخصی او به نام کودکستان پخش شد، ولی بعد با اولترا رکوردز در سال ۲۰۱۰ و مینیستری او ساوند در سال ۲۰۱۱ همکاری کرد.

## موسیقی
تا کنون او با ۸ آهنگ خود موفق به قرار گرفتن در رتبهٔ اول وبگاه بیت‌پورت شده‌است. همچنین تک‌آهنگ "سمفونی پنجم ولفگانگ" او پرفروش‌ترین آهنگ سال ۲۰۰۹ در بیت‌پورت لقب گرفت.

در ۲۰ سپتامبر ۲۰۱۱، گارتنر اولین آلبوم خود به نام آخر هفته در آمریکا را منتشر کرد که در رتبهٔ دوم آی‌تیونز در بخش رقص و رتبهٔ نخست آلبوم‌ها در بیت‌پورت جای گرفت.

از آهنگ‌های گارتنر در چند بازی ویدویی هم مانند باشگاه نیمه شب: لس آنجلس، دامن (حلقه‌ها)، سمفونی ۵ ولفگانگ استفاده شد.
گارتنر در ژانویهٔ ۲۰۱۱ نامزد ۴ جایزه در بخش موسیقی رقص شد، شامل بهترین آهنگ الکترو هاوس، بهترین آهنگ پراگرسیو، بهترین استعداد دی جی و بهترین استعداد هنرمند موسیقی شد. در همین ماه او موزیک ویدیو جدید برای آهنگ ایلمریکا خود منتشر کرد. آهنگ برای همیشه را نیز با همکاری ویل. آی. ام در ۱۲ آوریل همان سال به گوش مخاطبان رساند.
سبک موسیقی او طبق دسته‌بندی‌های سایت‌های فروش آنلاین مانند بیت‌پورت، بیشتر در گسترهٔ الکترو هاوس و پراگرسیو هاوس قرار می‌گیرد.
گارتنر در نظر سنجی که مجلهٔ دی‌جی تایمز با همکاری پایونیر دی‌جی در سال ۲۰۱۳ انجام دادند در جایگاه هشتم محبوب‌ترین دی جی‌های آمریکا قرار گرفت.

## دیسکو گرافی

### آلبوم‌های استودیویی
- ۲۰۱۱ – آخر هفته در آمریکا

### آلبوم‌های تألیفی
- ۲۰۱۲ – پیش‌داستان

### تک‌آهنگ‌ها و آلبوم‌های کوتاه
۲۰۰۷
- Shapes EP

۲۰۰۸
- Hot For Teacher EP ("Front to Back" / "Sesso Buono")
- "Killer" / "Flam Mode"
- "Montezuma" / "Frenetica"
- "Bounce" / "Get It"
- Candy EP
- اضطراری
- هوک شات
- بازگشت به گذشته

۲۰۰۹
- Montezuma (Remixes)
- "Yin" / "Yang" (with Francis Preve)
- "Push & Rise"
- "Wolfgang's 5th Symphony" / "The Grey Agenda"
- "Fire Power" / "Latin Fever"

۲۰۱۰
- "Undertaker"
- "Conscindo" (with Mark Knight)
- "Animal Rights" (with ددماوس) — UK #70
- "Illmerica" — UK #158[۲]
- "Space Junk"

۲۰۱۱
- "Forever" (feat. ویل. آی. ام) — UK #43
- "Ménage à Trois"
- "The Devil's Den" (with اسکریلکس)

۲۰۱۲
- "Go Home" (with ویل. آی. ام و میک جگر)
- "There and Back"
- "We Own the Night" (with تییستو feat. Luciana) — UK #87
- "Redline"
- "Flexx"
- Casual Encounters of the 3rd Kind ("Girl on Boy" / "Girl on Girl")
- "Love & War" (b/w "Nuke")
- "Channel 42" (with ددماوس)
- "Evil Lurks" (with Tom Staar)

۲۰۱۳
- "Anaconda"
- "Overdose" (feat. مدینا)
- "Hounds of Hell" (with Tommy Trash)
- "Piranha"

۲۰۱۴
- "We Are the Computers" (with  Popeska )
- "Unholy" (feat. Bobby Saint)

۲۰۱۵
- "Turn Up" (feat. Wiley & Trina)

### Remixes
۲۰۰۸
- Cold Act Ill (Wolfgang Gartner's Monster Mix / Club Mix) – Classixx
- Helium (Wolfgang Gartner Remix) – Bass Kleph & Anthony Paul
- Funk Nasty (Wolfgang Gartner Remix) – Andy Caldwell
- Cruel World (Wolfgang Gartner Kindergarten Slam Mix) – Ron Reeser & Dan Saenz
- Me & Myself (Wolfgang Gartner Remix) – Ben DJ feat. Sushy
- Play (Wolfgang Gartner Remix / Dub) – Jin Sonic & Dive

۲۰۰۹
- Heartbreaker (Wolfgang Gartner Remix) – MSTRKRFT feat. جان لجند
- I Will Be Here (Wolfgang Gartner Remix) – تییستو & Sneaky Sound System
- Cruelty (Wolfgang Gartner Remix) – Alaric
- ۳ (ترانه) (Wolfgang Gartner Remix) – بریتنی اسپیرز
- صبح بعد تاریکی (Wolfgang Gartner Remix) – تیمبلند feat. نلی فورتادو & سوشی (خواننده)
- Imma Be (Wolfgang Gartner Club Mix) – بلک آید پیز

۲۰۱۰
- Blame It on the Girls (Wolfgang Gartner Remix / Dub) – میکا (خواننده)

۲۰۱۲
- Paddling Out (Wolfgang Gartner Remix) – Miike Snow
- Sorry For Party Rocking (Wolfgang Gartner Remix) – ال‌ام‌اف‌ای‌او
- Now or Never (Wolfgang Gartner Edit) –  Popeska

۲۰۱۵
- I Had This Thing (Wolfgang Gartner Remix) – رویکساپ